# Bretagne - Jean Floc'h/2006
Deze pagina geeft een overzicht van de wielerploeg Bretagne - Jean Floc'h in  2006.

## Algemeen
Algemeen manager: Jean Floc'h
Ploegleiders: Philippe Dalibard, Pascal Churin, Roger Trehin
Fietsmerk: Orbea

## Renners
| Naam                | Geboortedatum | Nationaliteit | Ploeg 2005      |
| ------------------- | ------------- | ------------- | --------------- |
| Stéphane Bonsergent | 03-09-1982    | Frankrijk     | Amateur         |
| Antoine Dalibard    | 10-03-1983    | Frankrijk     |                 |
| Jean-Luc Delpech    | 27-10-1979    | Frankrijk     |                 |
| Sébastien Duret     | 03-09-1980    | Frankrijk     |                 |
| Charles Guilbert    | 15-05-1972    | Frankrijk     |                 |
| Cédric Hervé        | 14-11-1979    | Frankrijk     | Crédit Agricole |
| Noan Lelarge        | 23-06-1975    | Frankrijk     |                 |
| David Le Lay        | 30-12-1979    | Frankrijk     |                 |
| Stéphane Petilleau  | 17-02-1971    | Frankrijk     |                 |
| Yann Pivois         | 20-01-1976    | Frankrijk     |                 |
| Ludovic Poilvet     | 24-12-1983    | Frankrijk     |                 |
| Piotr Zieliński     | 04-05-1984    | Polen         |                 |

## Overwinningen
| Ster van Bessèges 4e etappe: Stéphane Petilleau Ronde van Normandië 8e etappe: Stéphane Petilleau Ronde van Bretagne 1e etappe: David Le Lay Grote Prijs van Plumelec Winnaar: Cédric Hervé | Boucles de la Mayenne 2e etappe: David Le Lay Giro della Valsesia Winnaar: Piotr Zieliński Ronde van de Ain 3e etappe: Noan Lelarge Ronde van de Limousin 2e etappe: Noan Lelarge | Ronde van de Somme 2e etappe: Noan Lelarge Ronde van Burkina Faso 3e etappe: Stéphane Bonsergent 4e etappe: Stéphane Bonsergent 9e etappe: Stéphane Bonsergent |

Mannen: 2005 · 2006 · 2007 · 2008 · 2009 · 2010 · 2011 · 2012 · 2013 · 2014 · 2015 · 2016 · 2017 · 2018 · 2019 · 2020 · 2021 · 2022 · 2023 · 2024 · 2025
Vrouwen: 2020 · 2021 · 2022 · 2023 · 2024 · 2025